# عقدة لوزية للعصب اللساني البلعومي
العقد اللوزية للعصب اللساني البلعومي (بالإنجليزية: Tonsillar branches of glossopharyngeal nerve)‏ تتواجد في توفر اللوزتين الحنكية (بالإنجليزية: Palatine tonsil)‏، وتشكل حوله الضفيرة التي يتم توزيع خيوطها على الحنك الرخو و برزخ الحلق (بالإنجليزية: Isthmus of the fauces)‏، حيث يتواصلون مع الأعصاب الحنكية. 